# Akzessibilitätshierarchie
Die Akzessibilitätshierarchie (engl.: Accessibility Hierarchy, auch Zugänglichkeitshierarchie oder Keenan-Comrie-Hierarchie) ist eine sprachwissenschaftliche Hierarchie, die das syntaktische Verhalten von Relativsätzen in einfachen Hauptsätzen übereinzelsprachlich beschreibt. Sie wurde 1977 von Edward L. Keenan und Bernard Comrie vorgeschlagen. Ob über bestimmte Nominalphrasen (NPn) relativisiert werden kann, hängt laut dieser Hierarchie auch vom Status anderer Positionen ab.
Die hierbei angelegte Definition von Relativsatz ist stark semantisch ausgerichtet. Dies ist vor allem nötig, um einen Vergleich zwischen möglichst vielen Sprachen zuzulassen, denn jede auf syntaktischen Kriterien basierende Definition würde die Strukturen einzelner Sprachen bevorzugen. Als Relativsatz definieren Keenan und Comrie jede Konstruktion, bei der eine allgemeinere Menge – die Domäne – spezifiziert und dann eingeschränkt wird.
Obwohl es einige Gegenbeispiele gibt und es vorgeschlagen wurde, dass die Hierarchie verfeinert werden soll, wird sie generell als geltend akzeptiert.

## Die Stufen der Akzessibilitätshierarchie
Die Akzessibilitätshierarchie stellt sich laut Keenan und Comrie wie folgt dar („>“ bedeutet „zugänglicher für Relativisierung als“, in Klammern finden sich die Bezeichnungen von Keenan und Comrie):
```
Subjekt
 (SU) > 
Direktes Objekt
 (DO) > 
Indirektes Objekt
 (IO) > 
Oblique
 NP (OBL) > 
Genitiv
-/Possessor-NP (GEN) > 
Vergleichsobjekt
 (OCOMP)
```

Die verschiedenen Positionen in der Hierarchie stellen dabei mögliche Unterscheidungen, die eine Sprachen machen kann, dar; dies bedeutet nicht, dass eine Sprache zwingend alle diese Positionen in ihrer Syntax unterscheiden muss. Hindi behandelt Vergleichsobjekte bspw. genauso wie Objekte von Adpositionen; Keenan und Comrie würden sie also bei OBL einstufen und die OCOMP-Position einfach leer lassen. Kinyarwanda unterscheidet z. B. DO und IO nicht.
Aus der Akzessibilitätshierarchie folgt, dass jede über Relativsätze verfügende Sprache mindestens über das Subjekt eines Satzes relativisieren kann, dass jede Strategie der Relativsatzformung ein kontinuierliches Segment der Hierarchie umfasst (d. h., es darf keine Position in der Hierarchie übersprungen werden) und dass Strategien, die eine Relativisierung über eine Position in der Hierarchie erlauben, auch eine Relativisierung über alle übergeordneten Positionen erlauben. Die Hierarchie erlaubt also keine Strategien, die z. B. über das Subjekt und das indirekte Objekt relativisieren können, nicht jedoch über das direkte Objekt.
Verschiedene Strategien der Relativsatzformung lassen eine Relativisierung über verschiedene Positionen zu. Innerhalb einer Sprache kann es auch mehrere Strategien geben.

### Beispiele für Strategien

#### Deutsch
Im Deutschen kann sowohl mit einem Partizip als auch durch ein Relativpronomen über jede Nominalphrase – mit Ausnahme des Vergleichsobjektes – relativisiert werden.
- Partizipialkonstruktion: Der im Büro arbeitende Mann mag die ebenfalls im Büro arbeitende Frau.
- Konstruktion mit Relativpronomen: Kinder, die nicht in die Schule gehen, spielen in manchen Städten, die Schulschwänzer nicht bestrafen, den ganzen Tag auf Spielplätzen, die oft am Stadtrand liegen.

#### Englisch
Im Englischen kann über Subjekte und direkte Objekte mit dem Relativpronomen who relativisiert werden; um über andere Positionen auf der Hierarchie zu relativisieren muss allerdings eine Präposition hinzukommen oder die Form whose verwendet werden.

#### Toba Batak
Im Toba Batak (einer malayo-polynesischen Sprache) hingegen ist nur eine Relativisierung über Subjekte möglich, über direkte Objekte kann nicht relativisiert werden (der Asterisk signalisiert Ungrammatikalität). Um diese NPn trotzdem zu relativisieren, muss der Satz erst passivisiert werden, sodass das direkte Objekt zum Subjekt eines Passiv-Satzes wird.
Relativisierung über ein Subjekt im Toba Batak:
| boruboru                            | na             | manussi | abit     | i       |
| Frau                                | Relativ-Marker | waschen | Kleidung | Artikel |
| „die Frau, die die Kleidung wäscht“ |                |         |          |         |

Relativisierung über ein direktes Objekt ist im Toba Batak nicht möglich:
| * abit                                       | na             | manussi | boruboru | i       |
| Kleidung                                     | Relativ-Marker | waschen | Frau     | Artikel |
| gemeint: „die Kleidung, die die Frau wäscht“ |                |         |          |         |

Um über ein Objekt zu relativieren, muss der Satz erst zum Passiv gewandelt werden, damit das Objekt zum Subjekt des Passiv-Satzes wird und dann relativisiert werden kann:
| abit                                               | na             | ninussi                      | ni    | boruboru | i       |
| Kleidung                                           | Relativ-Marker | waschen (Passiv, Präteritum) | durch | Frau     | Artikel |
| „die Kleidung, die durch die Frau gewaschen wurde“ |                |                              |       |          |         |

An den Beispielsätzen lässt sich erkennen, dass im Toba Batak nur über das höchste Element der Akzessibilitätshierarchie relativisiert werden kann, wenn nur ein Relativ-Marker eingesetzt wird. Diese Strategie deckt den minimalen Teil der Hierarchie ab. Um über Elemente jenseits direkter Objekte (d. h. ab IO) zu relativisieren, wird in der Sprache eine andere Relativisierungsstrategie – nämlich Relativ-Marker na + Kasusmarkierung – verwendet. In dieser Sprache gibt es nun eine Lücke: Subjekte können durch die Verwendung des Relativ-Markers relativisiert und Elemente ab indirektem Objekt können durch Verwendung des Relativ-Markers und eines Kasus-Markers relativisiert werden. Über direkte Objekte kann jedoch nicht relativisiert werden, sie müssen erst durch Passivierung zu Subjekten gemacht werden. Dies ist jedoch kein Widerspruch zur Akzessibilitätshierarchie, da sie nur Aussagen über die Eigenschaften einzelner Relativisierungsstrategien macht.

#### Weitere Beispiele
Keenan und Comrie geben Beispiele für Relativisierungsstrategien über alle Segmente ihrer Hierarchie:
| abgedeckter Bereich der Hierarchie | Beispiele                  |
| ---------------------------------- | -------------------------- |
| nur Subjekt                        | Javanesisch, Minangkabau   |
| Subjekt-Direktes Objekt            | Walisisch, Finnisch, Malay |
| Subjekt-Indirektes Objekt          | Baskisch, Tamil            |
| Subjekt-Oblique NP                 | Koreanisch                 |
| Subjekt-Genitiv                    | Französisch                |
| Subjekt-Vergleichsobjekt           | Urhobo, evtl. Englisch     |